# قتاد خطافي
القَتَاد الخطافي أو العجفة (باللاتينية: Astragalus hamosus) نوع نباتي عشبي من جنس القتاد.

## البيئة والانتشار
موطنه بلاد الشام والمغرب العربي وقبرص وتركيا والقوقاز ومعظم مناطق شرق وجنوب أوروبا. ينتشر أيضًا في الجزيرة العربية وإيران والباكستان) وأمريكا الشمالية (الولايات المتحدة) وأوروبا (ألبانيا وجزر الباليار وفرنسا وقبرص وإسبانيا ومالطة والمجر واليونان وبريطانيا العظمى وتركيا ويوغسلافيا وروسيا وإيطاليا والبرتغال ورومانيا) وأستراليا.

## مرادفات للاسم العلمي
- (باللاتينية: Ankylobus hamosus (L.) Steven)
- (باللاتينية: Astragalus aegyptiacus Mill.)
- (باللاتينية: Astragalus ancistron Pomel)
- (باللاتينية: Astragalus arnoceras Bunge)
- (باللاتينية: Astragalus brachyceras Ledeb.)
- (باللاتينية: Astragalus buceras Willd.)
- (باللاتينية: Astragalus dorcoceras Bunge)
- (باللاتينية: Astragalus embergeri Jahand. & al. (provisional))
- (باللاتينية: Astragalus oncocarpus Pomel)
- (باللاتينية: Astragalus paui Pau (provisional))
- (باللاتينية: Astragalus stribrnyi Velen.)
- (باللاتينية: Astragalus taeckholmianus Oppenh.)
- (باللاتينية: Astragalus volubilitanus Braun-Blanq. & Maire)
- (باللاتينية: Hamosa astragalus Medik.)
- (باللاتينية: Tragacantha brachyceras (Ledeb.) Kuntze)
- (باللاتينية: Tragacantha buceras (Willd.) Kuntze)
- (باللاتينية: Tragacantha hamosa (L.) Kuntze)